# Mount Murphy
Mount Murphy är en vulkan i Antarktis. Den ligger i Västantarktis. Inget land gör anspråk på området. Toppen på Mount Murphy är 2 705 meter över havet.
Mount Murphy är den högsta punkten i trakten.